# Ivan Ramalho
Ivan João Guimarães Ramalho (São Paulo, 1949) es un economista brasileño.

## Carrera
Fue funcionario de carrera del Banco do Brasil durante 30 años hasta 2003 y presidente de la Asociación Brasileña de Empresas de Comercio Exterior (Abecé). Fue secretario adjunto de la secretaria de Comercio Exterior de Fernando Henrique Cardoso, Lytha Spíndola.
Entre 2003 y 2005 fue secretario de Comercio Exterior del Ministerio de Desarrollo, Industria y Comercio Exterior de Brasil (MDIC).
Se desempeñó como secretario ejecutivo (viceministro) del MDIC entre 2005 y 2010, durante el gobierno de Luiz Inácio Lula da Silva. Volvió al cargo durante unos meses de 2015 cuando Armando Monteiro fue designado ministro por Dilma Rousseff. Fue brevemente ministro de forma interina en enero de 2007.
Fue el segundo alto representante general del Mercosur, desempeñándose en el cargo entre 2012 y 2015. Fue designado por el gobierno de su país, recibiendo la aprobación de los cancilleres de los demás países miembros, para completar inicialmente el período de Samuel Pinheiro Guimarães. Fue ratificado en el cargo en 2014 por el Consejo del Mercado Común. Durante su desempeño en el cargo, en 2012, realizó la invitación formal para que Bolivia iniciara su adhesión como miembro pleno del Mercosur.
El 27 de febrero de 2015 fue designado presidente del consejo del Banco Nacional de Desarrollo Económico y Social (BNDES).